# Aljaksandr Zitou
Aljaksandr Zitou (belarussisch Аляксандр Цітоў, * 28. Oktober 1986 in Mahiljou) ist ein ehemaliger belarussischer Handballspieler. 

## Karriere

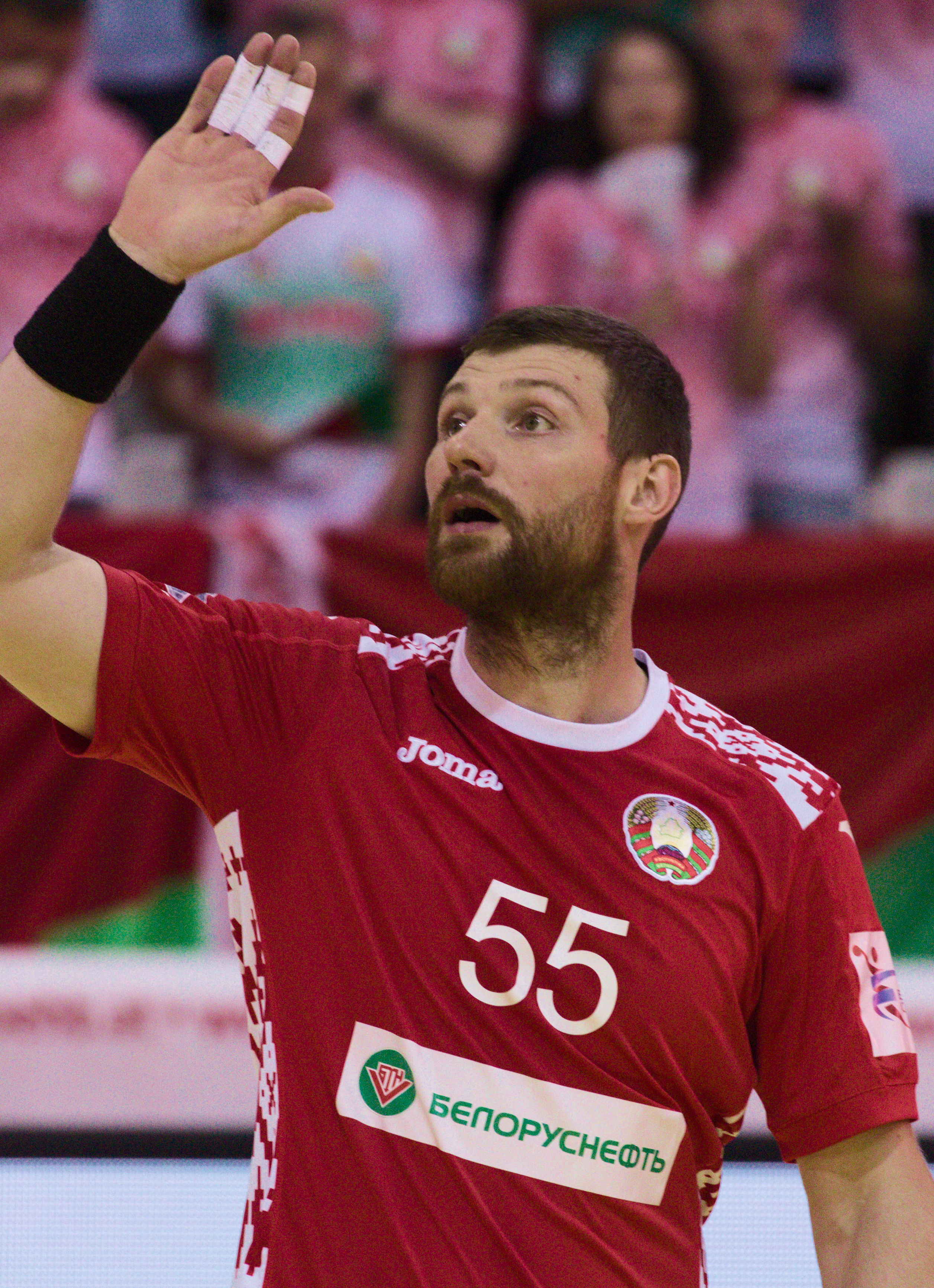
Aljaksandr Zitou (2018)

Zitou spielte bis 2010 bei SKA Minsk, bevor er zum Stadtrivalen HC Dinamo Minsk wechselte. Mit Dinamo gewann er 2011 und 2012 die Meisterschaft. In der Saison 2012/13 lief der 1,93 m große Kreisläufer wieder für SKA auf. Mit SKA gewann er 2006 den Pokal sowie 2013 den EHF Challenge Cup und die Baltic Handball League. Ab 2013 stand er beim ukrainischen Verein HK Motor Saporischschja unter Vertrag. Mit Motor wurde er 2014 ukrainischer Meister.
Im Februar 2015 wechselte Zitou zum polnischen Klub KS Azoty-Puławy. Die Spielzeit 2015/16 verbrachte er in seiner Heimatstadt beim GK Mahiljou. Von 2016 bis 2021 spielte er für den finnischen Verein Riihimäki Cocks, mit dem er 2017, 2018, 2019 und 2021 finnischer Meister sowie 2017, 2018 und 2019 Pokalsieger wurde. Die Baltic Handball League errang er 2017, 2018 und 2019.
Zwischen 2006 und 2018 bestritt Zitou für die belarussische Nationalmannschaft 169 Länderspiele, in denen er 137 Tore erzielte. Er stand im Aufgebot für die Europameisterschaften 2008, 2014, 2016 und 2018 sowie für die Weltmeisterschaften 2013, 2015 und 2017.